# Prince Motor Company
La Prince Motor Company (in giapponese :プリンス自動車工業株式会社) fu una casa automobilistica giapponese, fondata nel 1947 e fusasi con la Nissan Motor nel 1966.

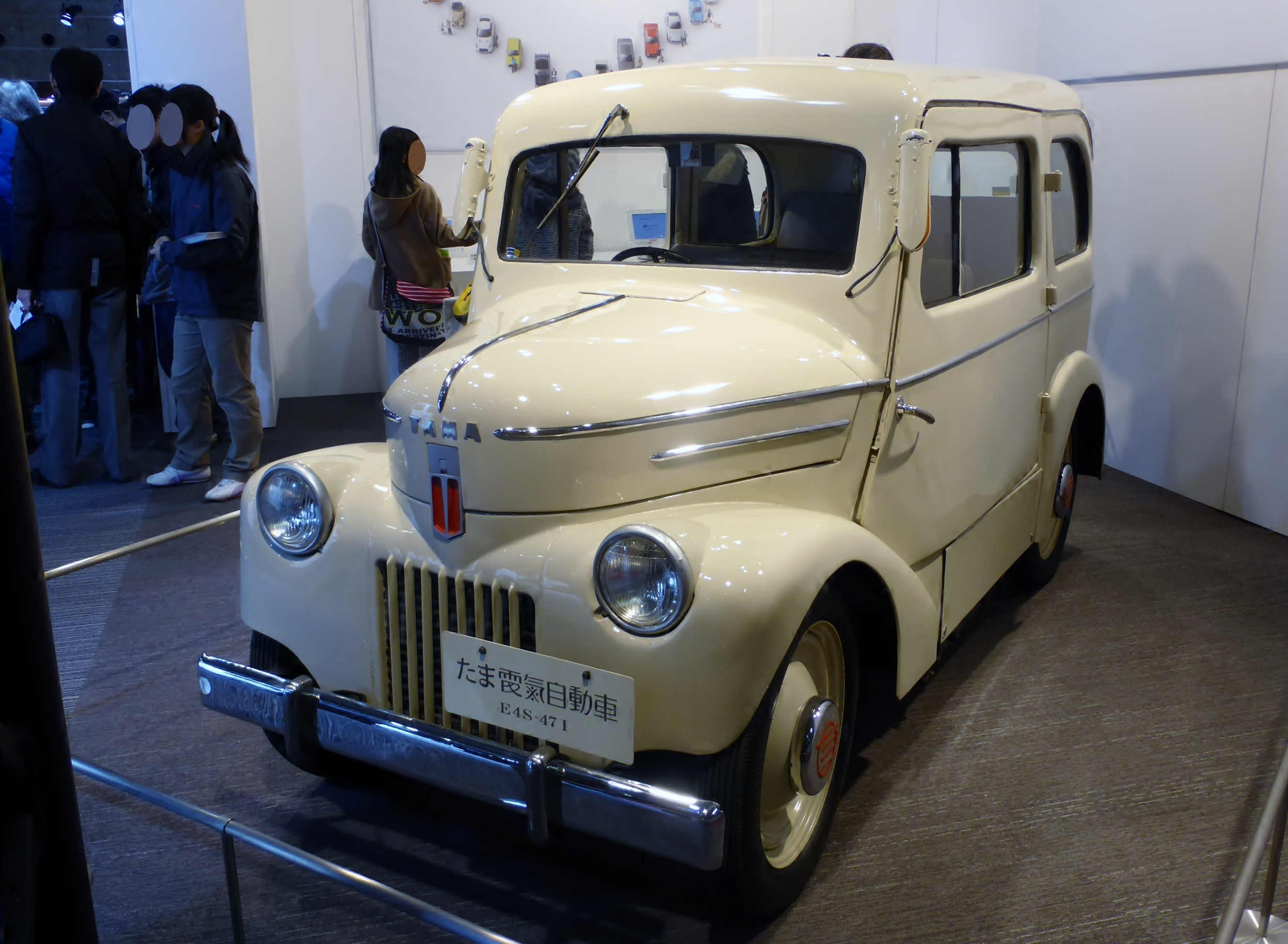
La Tama elettrica

Nata dalle ceneri della Tachikawa Aircraft Company, un produttore di vari aeroplani per l'esercito giapponese nella seconda guerra mondiale, la società nel dopoguerra fu fonda con il nome di Fuji Precision Industries specializzandosi nella produzione di automobili, costruendo un'auto elettrica la Tama (dal nome della regione in cui ebbe origine il veicolo). L'azienda successivamente nel 1952 cambiò il suo nome in Prince, per onorare l'investitura del principe ereditario Akihito. Nel 1966 venne fusa con la Nissan, con la Prince che rimase all'interno della Nissan come divisione per le vetture di grossa cilindrata, per poi venire progressivamente assorbita e dismessa.

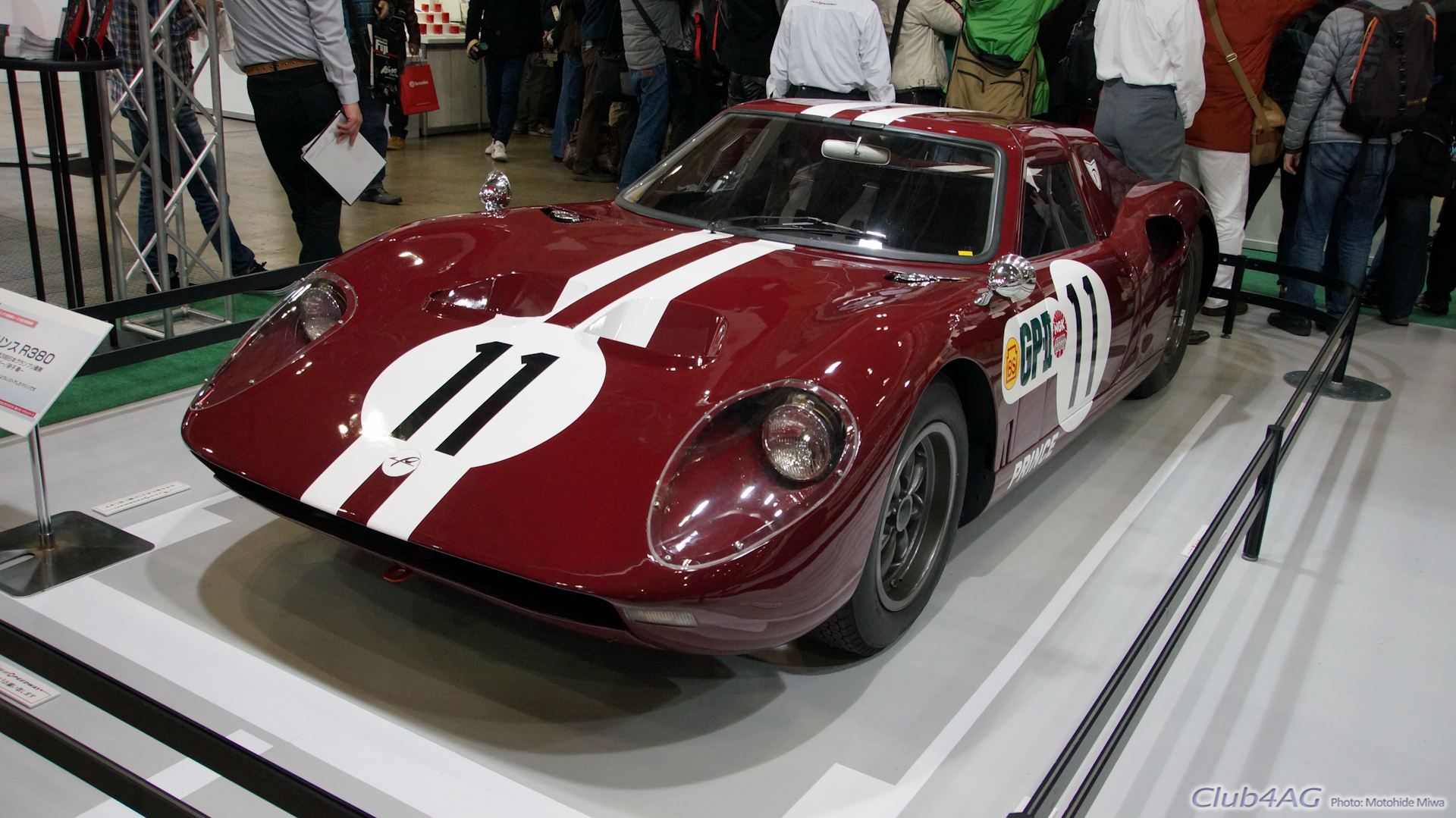
Prince R380

## Modelli
- Prince Sedan
- Prince Gloria
- Prince Skyline
- Prince Skyway
- Prince Miler
- Nissan Laurel
- Prince Homy
- Prince Homer
- Prince R380
- Nissan Prince Royal
- Nissan Cherry
- Prince Clipper
- Prince Light Coach